# Big Ears Festival
Big Ears Festival je hudební festival konaný v Knoxville v Tennessee specializující se na experimentální a nezávislou hudbu. Pořádá jej společnost AC Entertainment a jeho první ročník se konal v únoru 2009. Vystoupili zde například Antony and the Johnsons, Michael Gira, Philip Glass, Jon Hassell a mnoho dalších. Druhý ročník se konal v březnu 2010 a vedle jiných zde vystoupili například Terry Riley, Adrian Belew, Tim Hecker a skupina Dirty Projectors. Další ročník se měl konat v první polovině roku 2011, nakonec byl přeložen na později a následně úplně zrušen. Další ročník se konal v březnu 2014 a mezi hlavními vystupujícími byli John Cale, Steve Reich, Jonny Greenwood, Julia Holter, skupina Television a další. V roce 2020 byl festival kvůli pandemii covidu-19 zrušen. Zrušen byl i následující ročník. V roce 2022 festival již proběhl a vystupovali například Arooj Aftab, John Zorn, Kronos Quartet a Annette Peacock.